# Cassano all'Ionio
Cassano all'Ionio este o comună din provincia Cosenza, regiunea Calabria, Italia, cu o populație de 16.507 locuitori (1 ianuarie 2023) și o suprafață de 159,07 km².

## Demografie
Cassano all'Ionio - evoluția demografică

|  | Graficele sunt indisponibile din cauza unor probleme tehnice. Mai multe informații se găsesc la Phabricator și la wiki-ul MediaWiki. |

Date: Recensăminte sau birourile de statistică - grafică realizată de Wikipedia